# Баланди
Бала́нди — село Миргородського району Полтавської області. Населення станом на 2001 рік становило 36 осіб. Входить до Білоцерківської сільської об'єднаної територіальної громади з адміністративним центром у с. Білоцерківка.

## Географія
Село Баланди знаходиться на лівому березі річки Гнилиця, яка через 2 км впадає в річку Псел, вище за течією на відстані 1 км розташоване село Коноплянка, нижче за течією на відстані 1 км розташоване село Бірки, на протилежному березі — село Білоцерківка.
Віддаль до селища Велика Багачка — 23 км. Найближча залізнична станція Сагайдак — за 20 км.

## Історія
Село Баланди виникло в першій половині XVIII ст.
До 1764 року Баланди були у складі Миргородського полку, потім — Голтвянського повіту Новоросійської губернії, від 1781 року — Київського намісництва.
На карті 1869 року поселення було позначене як хутір Баланда.
У 1900 році хутір Баландин належав до Бірківського козацтва Білоцерківської волості Хорольського повіту Полтавської губернії. В ньому було 14 дворів, 106 жителів.
У 1912 році у хуторі Баландиному було 199 жителів.
У січні 1918 року в селі розпочалась радянська окупація.
Від 1923 до 1930 року село входило до Білоцерківського району Полтавської округи, після розформування району увійшло до складу новоутвореного Великобагачанського району.
У 1932–1933 роках внаслідок Голодомору, проведеного радянським урядом, у селі загинуло 9 мешканців.
З 14 вересня 1941 по 24 вересня 1943 року Баланди були окуповані німецько-фашистськими військами.
Село входило до Бірківської сільської ради Великобагачанського району.
13 серпня 2015 року шляхом об'єднання Балакліївської, Білоцерківської, Бірківської та Подільської сільських рад Великобагачанського району була утворена Білоцерківська сільська об'єднана територіальна громада з адміністративним центром у с. Білоцерківка.

## Населення

### Мова
Розподіл населення за рідною мовою за даними перепису 2001 року:
| Мова       | Кількість | Відсоток |
| ---------- | --------- | -------- |
| українська | 33        | 91.67%   |
| російська  | 3         | 8.33%    |
| Усього     | 36        | 100%     |